# Iris grossheimii
Iris grossheimii är en irisväxtart som beskrevs av Jurij Nikolajevitj Voronov och Aleksandr Alfonsovitj Grossgejm. Iris grossheimii ingår i släktet irisar, och familjen irisväxter. Inga underarter finns listade i Catalogue of Life.